# Kristupas Seikauskas
Kristupas Seikauskas (* 8. Mai 2001) ist ein litauischer Leichtathlet, der sich auf den Sprint spezialisiert hat.

## Sportliche Laufbahn
Erste internationale Erfahrungen sammelte Kristupas Seikauskas im Jahr 2023, als er bei der 2. Liga der Team-Europameisterschaft im Rahmen der Europaspiele in Chorzów in 10,72 s den fünften Platz im B-Lauf über 100 Meter belegte. Zudem gelangte er mit der litauischen 4-mal-100-Meter-Staffel mit 40,10 s auf Rang sechs. Anschließend schied er bei den U23-Europameisterschaften in Espoo mit 22,07 s in der ersten Runde im 200-Meter-Lauf aus.
In den Jahren 2021 und 2023 wurde Seikauskas litauischer Meister im 100-Meter-Lauf sowie 2022 und 2023 in der 4-mal-100-Meter-Staffel.

## Persönliche Bestzeiten
- 100 Meter: 10,61 s (+1,7 m/s), 28. Mai 2021 in Palanga
  - 60 Meter (Halle): 6,77 s, 7. Februar 2024 in Kaunas
- 200 Meter: 21,22 s (0,0 m/s), 20. Mai 2023 in Ülenurme
  - 200 Meter (Halle): 22,12 s, 5. Februar 2023 in Valmiera